# Na Volešku
Na Volešku (evidenční číslo 1084) je přírodní rezervace, nacházející se východně od vesnice Věštín a přibližně 1,5 km severovýchodně od obce Strašín (okres Klatovy), která na 5,21 hektarech chrání zachovalý mokřad s cennou květenou. Vyhlášena byla 1. ledna 1989; převážná část její rozlohy přísluší ke katastru obce Soběšice, malá část zasahuje do katastrálního území Nahořánky. Rezervace se rozkládá v nadmořské výšce mezi 642 až 650 metry, skrze její území protéká Novosedelský potok, který pramení asi o 500 metrů výše pod osadou Obnoží.

## Předmět ochrany
Na lokalitě se vykytují vzácné druhy orchidejovitých rostlin jako jsou kruštík bahenní (Epipactis palustris), pětiprstka žežulník (Gymnadenia conopsea), prstnatec májový (Dactylorhiza majalis) či prstnatec Fuchsův (Dactylorhiza fuchsii). Z dalších vzácných druhů zde roste např. ostřice Davallova (Carex davalliana), ostřice latnatá (Carex paniculata), ostřice blešní (Carex pulicaris), suchopýr širolistý (Eriophorum latifolium), vachta třílistá (Menyanthes trifoliata), pleška stopkatá (Willemetia stipitata), vrba rozmarýnolistá (Salix rosmarinifolia) a další.  V roce 2005 byla na lokalitě objevena bohatá populace velmi vzácného prstnatce Traunsteineriova. Vyskytuje se zde také malá populace modráska hořcového (Maculinea alcon alcon).